# Volker Finke
Volker Finke (Nienburg, 24 de março de 1948) é um ex-treinador e ex-futebolista alemão que atuava como meio-campista. Ficou marcado por seu trabalho no Freiburg, onde foi técnico por 16 anos.

## Títulos
Freiburg
- 2. Bundesliga: 1992–93 e 2002–03